# 指扇
指扇（さしおうぎ）は、埼玉県さいたま市西区の大字。郵便番号は331-0047。

## 地理
さいたま市西区のほぼ中部に位置し、川越市と上尾市との市境付近に入会地由来の指扇の飛地が二か所存在する。おおむね大宮台地上に位置し、旧入間川（現在の新川）が流れていた低地やそこから台地に向かって伸びる樹状の開析谷を有する起伏に富んだ複雑な地形を有する。高木・西大宮・清河寺・三橋・佐知川・プラザ・宝来・土屋・指扇領別所・中釘に隣接し、飛地では川越市古谷上および上尾市西貝塚と隣接する。西区役所がおかれ、区内の行政の中心となっていたが、町名地番変更により区役所所在地は西大宮となり、指扇から外れている。

### 地価
住宅地の地価は、2015年（平成27年）1月1日の公示地価によれば、大字指扇字五味貝戸469番2の地点で9万6800円/m2となっている。

## 歴史
戦国時代に武蔵国東部で用いられたと推定される「市場之祭文」の中に名があり、この頃指扇に市が立ったことが知れる。
江戸時代には武蔵国足立郡の指扇領に属する指扇村があった。村域は古くから組（村組）に分かれており、「大木戸」・「増永」・「大西」・「五味貝戸」・「下郷」・「赤羽」・「台」（寛文年間以降に大木戸組から分離）の組があり、それぞれに村役人が置かれていた。村高は正保年間の『武蔵田園簿』では741石余（田477石余、畑264石余、山銭永3貫余）、『元禄郷帳』および『天保郷帳』では812石余であった。助郷は中山道大宮宿に出役していたが、正徳・安永年間は日光御成街道大門宿にも出役していた。化政期の戸数は150軒で、村の規模は東西12町、南北20町であった。荒川に下谷原入会地を領していた。

### 年表
- 1590年（天正18年）の知行は旗本三宅氏、1596年（慶長元年）より幕府領[7]となる。なお、検地は1694年（元禄7年）[6]、下谷原入会地の検地は1744年（延享元年）[注釈 2]にそれぞれ実施。
- 1623年（元和9年）より知行は旗本山内氏、1689年（元禄2年）より幕府領となり[7]幕末に至る。
- 1828年（文政11年）より上尾宿寄場64か村組合に所属していた[7]。
- 幕末の時点では足立郡に属し、明治初年の『旧高旧領取調帳』の記載によると、幕府領（代官・大竹左馬太郎支配所）[注釈 3]。
- 1868年（慶応4年）6月19日：武蔵知県事・山田政則（忍藩士）の管轄となる。
- 1869年（明治2年） 
  - 1月13日：武蔵知県事・宮原忠英の管轄区域に大宮県を設置、同県の管轄となる。県庁は東京府馬喰町に置かれる。
  - 9月29日：県庁が浦和に置かれ浦和県に改称。
- 1871年（明治4年）11月13日：第1次府県統合により埼玉県の管轄となる。
- 1879年（明治12年）3月17日：郡区町村編制法により成立した北足立郡に属す。郡役所は浦和宿に設置。
- 1889年（明治22年）4月1日：町村制施行に伴い、指扇村・宝来村・峰岸村・内野本郷村・西新井村・中釘村・清河寺村・高木村・指扇領辻村・指扇領別所村が合併して指扇村が発足[7]。旧指扇村は指扇村の大字指扇となる。
- 1955年（昭和30年）1月1日：指扇村・馬宮村・植水村・片柳村・七里村・春岡村が大宮市へ編入合併される[8]。同市の大字となる。
- 1984年（昭和59年）6月1日：住居表示実施により、大字指扇・大字西遊馬・大字土屋・大字二ツ宮・大字飯田・大字佐知川の各一部からプラザが成立。
- 1996年（平成8年）3月29日：一部を事業区域に含む大宮西部特定土地区画整理事業の都市計画決定が告示される[9]。
- 1998年（平成10年）11月12日：大宮西部特定土地区画整理事業の事業計画決定が告示される[9]。
- 2001年（平成13年）5月1日：浦和市・大宮市・与野市が合併し、さいたま市が発足。同市の大字となる。
- 2003年（平成15年）4月1日：さいたま市が政令指定都市に移行し、同市西区の大字となる。
- 2004年（平成16年）4月15日：一部を事業区域に含む指扇土地区画整理事業の都市計画決定が告示される[9]。
- 2005年（平成17年）10月11日：指扇土地区画整理事業の事業計画決定が告示される[9]。
- 2017年（平成29年）11月18日：大宮西部特定土地区画整理事業の換地処分が前日に行われた[9]ことに伴い、事業区域とその周辺で町名地番変更が行われ[10]、大字指扇・大字清河寺・大字高木の各一部から西大宮一丁目 - 三丁目が成立[11][12]。また、一部が三橋六丁目および宮前町に編入される[12]。

## 世帯数と人口
2017年（平成29年）9月1日時点の世帯数と人口は、以下のとおりである。
| 大字     | 世帯数    | 人口     |
| -------- | --------- | -------- |
| 大字指扇 | 7,821世帯 | 18,252人 |

## 小・中学校の学区
市立小・中学校に通う場合、学区（校区）は以下のとおりとなる。
| 区域 | 小学校                   | 中学校                 |
| --- | ------------------------ | ---------------------- |
| 1 - 628番地、630 - 682番地、684 - 691番地、692番地2 - 698番地、1087番地 1180 - 1184番地、1187番地 - 1219番地1 | さいたま市立大宮西小学校 | さいたま市立土屋中学校 |
| 954番地2・3、1046番地2 - 1061番地2、1061番地4・6、1062番地2・3・6 1073番地3、1074番地3 - 1075番地、1076番地3、1082番地 - 1084番地2 1084番地4 - 1085番地2、1085番地4、1219番地2 - 1674番地、1759 - 2224番地 2329 - 2396番地、2398 - 2647番地、2650番地・2650番地1 2650番地4 - 2652番地1、2652番地7、2663 - 2704番地、2706番地、2708番地1 2708番地3 - 8、2710番地・2710番地1、2711番地2、2722番地2 - 2723番地 2725番地2、2725番地5 - 2846番地、2847番地3、2851番地 - 2851番地4 2851番地6 - 3246番地、3248番地・3248番地1、3251番地2 3252番地 - 3286番地1、3286番地4、3287番地2 - 3290番地、3292・3292番地1 3296番地2・5、3297番地2、3298番地2・5、3299 - 3539番地、3540番地2・5 3541番地 - 3541番地4、3541番地6 - 3544番地1、3544番地4・7 3547番地・3547番地1、3547番地4・6 - 10、3547番地12 - 3558番地1 3558番地3・4 | さいたま市立指扇小学校   | さいたま市立土屋中学校 |
| 1675 - 1758番地、2648・2649番地、2650番地2・3、2652番地2 - 6 2652番地8 - 2662番地、2705番地、2707番地、2708番地2・9 - 21 2709番地、2710番地2 - 2711番地1、2711番地3 - 2722番地1 2724番地 - 2725番地1、2725番地3・4、2847番地 - 2847番地2 2847番地4 - 2850番地、2851番地5、3247番地、3248番地2 - 3251番地1 3251番地3、3286番地2・3、3286番地5 - 3287番地1、3291番地 3292番地2 - 3296番地1、3296番地3・4、3296番地6 - 3297番地1 3297番地3 - 3298番地1、3298番地3・4・6、3540番地・3530番地1 3540番地3・4・6、3541番地5、3544番地2・3・5・6、3545・3546番地 3547番地2・3・5・11、3558番地2・5以降 | さいたま市立指扇小学校   | さいたま市立指扇中学校 |

## 交通

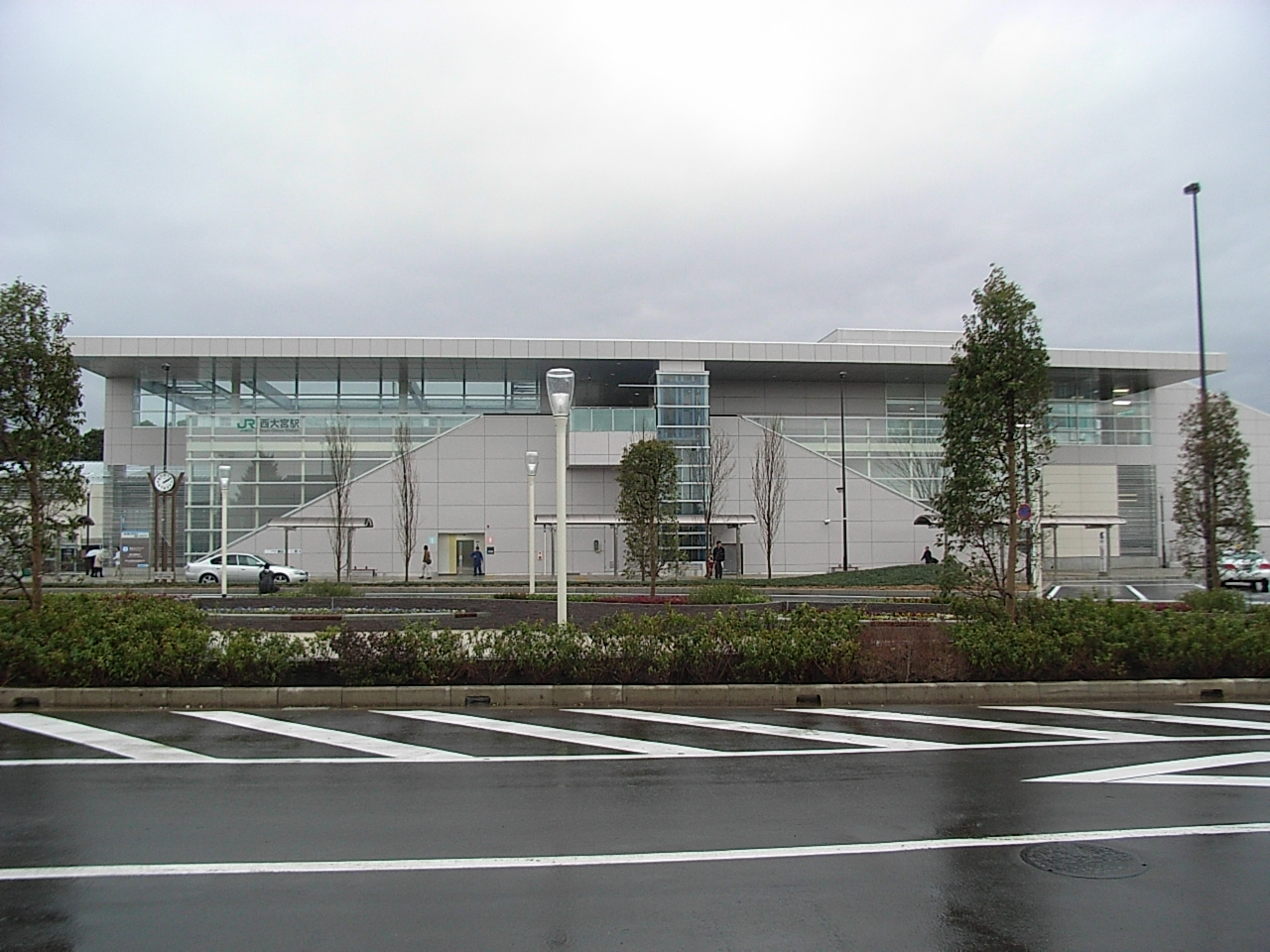
西大宮駅

### 鉄道
JR東日本
- 川越線西大宮駅の下りホーム（駅の南半分）が大字指扇に位置する。ただし、西大宮駅の所在地は2017年11月18日に指扇から西大宮一丁目に変更されている。またこの他、隣接する宝来に指扇駅が置かれ、地域によっては最寄り駅である。

### 道路
- 埼玉県道2号さいたま春日部線
- 埼玉県道57号さいたま鴻巣線 - 指扇駅付近でわずかにかすめている。
- アカシヤ通り - 県道2号からプラザに至る通り
- 国道16号（西大宮バイパス）は町域内を通っていないが、その側道がわずかにかすめている。

### バス
大宮駅西口方面からの路線バスが運行されている。
西武バス大宮営業所
地区内は「東五味貝戸」、「五味貝戸」、「新屋敷」、「赤羽根」、「赤羽根西」停留所が設置されている。
さいたま市コミュニティバス
地区内は市民医療センターから川越線指扇駅を経由して同線西大宮駅に至る西区コミュニティバスが通り、「団地入口」、「新屋敷」、「赤羽根自治会館入口」、「赤羽根」、「赤羽根西」停留所が設置されている。西区指扇地区乗合タクシー「あじさい号」は指扇方面へは運行されない。

## 地域

### 寺社・史跡
- 指扇氷川神社
- 稲荷神社
- 下郷八幡神社
- 妙光寺
- 華蔵寺
- 十一面観音堂
- 琵琶島古墳
- 五味貝戸貝塚

### 公園・緑地
- 滝沼川第二遊水池
- 下戸緑地
- 下戸公園
- 県営大宮指扇団地公園
- 琵琶島公園
- 琵琶島東公園
- すずらん公園
- わかば公園
- やよい公園
- 大宮向公園
- 指扇道下公園
- 井戸尻公園
- 赤羽根第一公園
- 鎮守西公園
- 鎮守公園
- 古茂塚公園
- 古茂塚北公園
- 古茂塚第二公園
- 指扇台東公園
- 指扇台西公園
- 大西公園
- 青葉西公園

### 施設
- さいたま市立栄小学校（一部）
- 県営指扇団地
- NTT東日本大宮指扇ビル
- 東京電力パワーグリッド指扇変電所

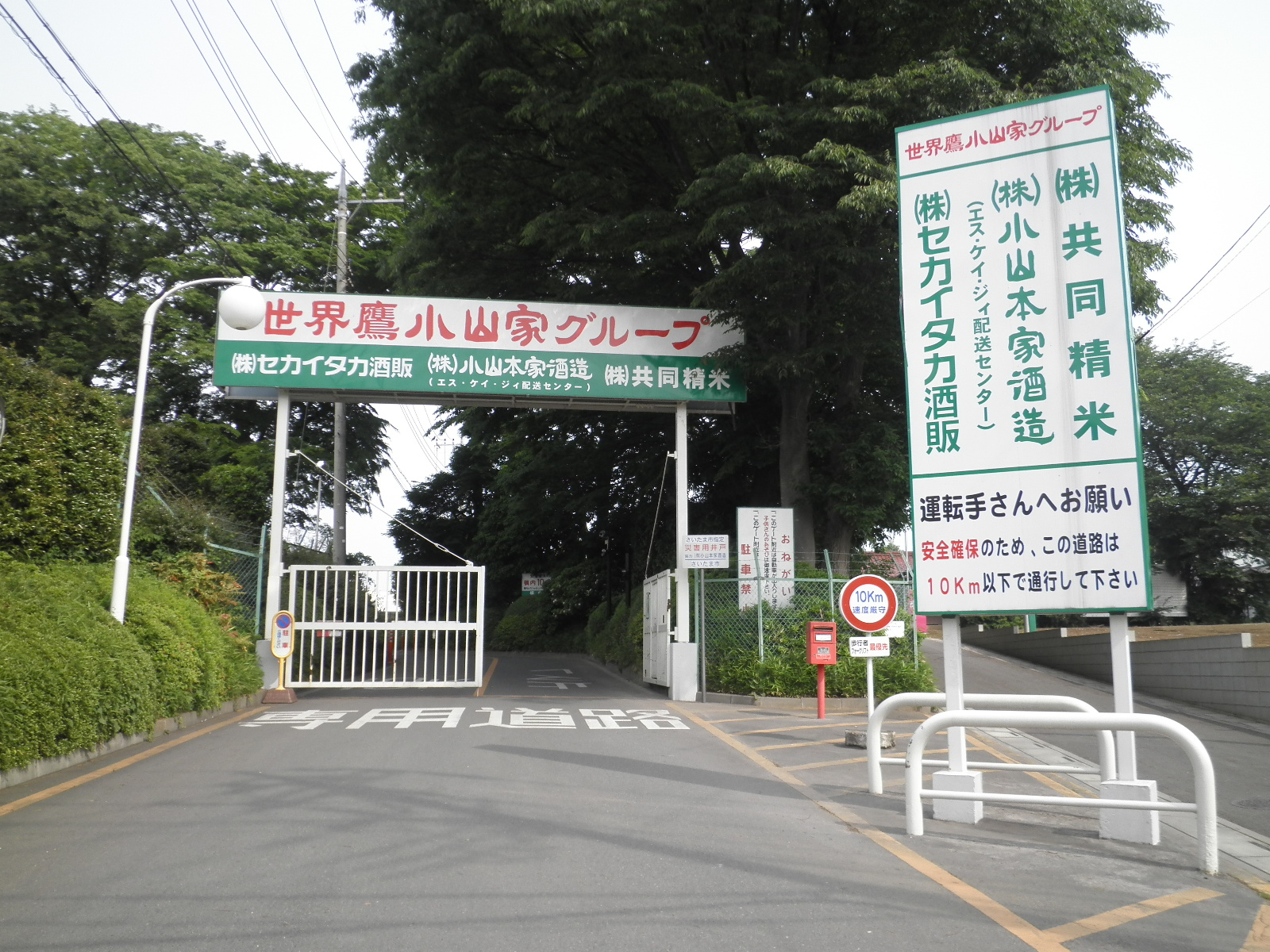
小山本家酒造

- 小山本家酒造 - 1808年（文化5年）創業
- けやき台自治会館
- 赤羽根自治会館
- 指扇台自治会館
- 下郷自治会館